# Skjold (Rogalândia)
Skjold era uma comuna em Rogaland, Noruega, criada em 1837.
O distrito de Tysvær foi separado de Skjold em 1849 para constituir um novo municipio, o mesmo acontecendo com Vats em 1891. As separações deixaram Skjold com uma população de 1961 pessoas.
Em 1 de Janeiro de 1964 os distritos de Liarheim e Langeland com 1262 habitantes foram integrados a Sandeid e partes de Imsland e Vats para criarem o novo municipio de Vindafjord. Os distritos de Dueland, Grinde e Yrkje com 1133 habitantes foram integrados a Tysvær. Na mesma época, partes desabitadas foram transferidas para Sveio em Hordaland.
Atualmente o vilarejo está localizado em Vindafjord.